# ジル・チャーチル
ジル・チャーチル（Jill Churchill、1943年1月11日 - 2023年7月12日）は、アメリカ合衆国の推理作家。カンザス州在住。本名はジャニス・ヤング・ブルックス（Janice Young Brooks）。本名でも歴史小説やノンフィクションを上梓している。

## 受賞
『ゴミと罰』 (Grime and Punishment)
- 1989年アガサ賞最優秀処女長編賞を受賞
- 1990年マカヴィティ賞最優秀処女長編賞を受賞

## 著作リスト

### 主婦探偵ジェーン・シリーズ (Jane Jeffry Mysteries)
日本語訳は、創元推理文庫から出版されている。『ゴミと罰』から『飛ぶのがフライ』までは浅羽莢子が翻訳している。『カオスの商人』以降は新谷寿美香が翻訳している。
交通事故で夫を亡くした専業主婦のジェーン・ジェフリイが3人の子育てに翻弄される様子と、隣人で親友のシェリィと共に、近隣で発生した殺人事件に巻き込まれ、犯人を推理し探索する様子を描くコージー・ミステリ。なお、『ゴミと罰』の訳者後書きでは、「ドメスティック・ミステリ」と紹介している。
タイトル（原題は無論のこと、一部を除いて邦題も）が著名な作品のパロディとなっているのも特徴。
| #  | 邦題 （パロディ元）                                          | 原題 （パロディ元原題）                                   | 刊行年 | 刊行年月   | 訳者       | 出版社                     |
| -- | ------------------------------------------------------------ | --------------------------------------------------------- | ------ | ---------- | ---------- | -------------------------- |
| 1  | ゴミと罰 （ドストエフスキー 『罪と罰』）                     | Grime and Punishment (Crime and Punishment)               | 1989年 | 1991年8月  | 浅羽莢子   | 東京創元社〈創元推理文庫〉 |
| 2  | 毛糸よさらば （ヘミングウェイ 『武器よさらば』）             | A Farewell to Yarns (A Farewell to Arms)                  | 1991年 | 1992年12月 | 浅羽莢子   | 東京創元社〈創元推理文庫〉 |
| 3  | 死の拙文 （アイラ・レヴィン 『死の接吻』）                   | A Quiche Before Dying (A Kiss Before Dying)               | 1993年 | 1995年12月 | 浅羽莢子   | 東京創元社〈創元推理文庫〉 |
| 4  | クラスの動物園 （テネシー・ウィリアムズ 『ガラスの動物園』） | The Class Menagerie (The Glass Menagerie)                 | 1994年 | 1996年4月  | 浅羽莢子   | 東京創元社〈創元推理文庫〉 |
| 5  | 忘れじの包丁 （『SOSタイタニック 忘れえぬ夜』）              | A Knife to Remember (A Night to Remember)                 | 1994年 | 1997年2月  | 浅羽莢子   | 東京創元社〈創元推理文庫〉 |
| 6  | 地上より賭場に （『地上より永遠に』）                        | From Here to Paternity (From Here to Eternity)            | 1995年 | 1997年9月  | 浅羽莢子   | 東京創元社〈創元推理文庫〉 |
| 7  | 豚たちの沈黙 （トマス・ハリス 『羊たちの沈黙』）             | Silence of the Hams (The Silence of the Lambs)            | 1996年 | 1999年6月  | 浅羽莢子   | 東京創元社〈創元推理文庫〉 |
| 8  | エンドウと平和 （トルストイ 『戦争と平和』）                 | War and Peas (War and Peace)                              | 1996年 | 2001年11月 | 浅羽莢子   | 東京創元社〈創元推理文庫〉 |
| 9  | 飛ぶのがフライ （エリカ・ジョング 『飛ぶのが怖い』）         | Fear of Frying (Fear of Flying)                           | 1997年 | 2007年1月  | 浅羽莢子   | 東京創元社〈創元推理文庫〉 |
| 10 | カオスの商人 （シェイクスピア 『ヴェニスの商人』）           | The Merchant of Menace (The Merchant of Venice)           | 1998年 | 2009年5月  | 新谷寿美香 | 東京創元社〈創元推理文庫〉 |
| 11 | 眺めのいいヘマ （フォースター 『眺めのいい部屋』）           | A Groom with a View (A Room with a View)                  | 1999年 | 2011年3月  | 新谷寿美香 | 東京創元社〈創元推理文庫〉 |
| 12 | 枯れ騒ぎ （シェイクスピア 『空騒ぎ』）                       | Mulch Ado About Nothing (Much Ado About Nothing)          | 2000年 | 2012年7月  | 新谷寿美香 | 東京創元社〈創元推理文庫〉 |
| 13 | 八方破れの家 （ナサニエル・ホーソーン 『七破風の館』）       | The House of Seven Mabels (The House of the Seven Gables) | 2002年 | 2013年9月  | 新谷寿美香 | 東京創元社〈創元推理文庫〉 |
| 14 | 大会を知らず （リチャード・クワイン 『媚薬』）               | Bell, Book, and Scandal (Bell, Book and Candle)           | 2003年 | 2014年9月  | 新谷寿美香 | 東京創元社〈創元推理文庫〉 |
| 15 | （シェイクスピア 『夏の夜の夢』）                            | A Midsummer Night's Scream (A Midsummer Night's Dream)    | 2004年 |            |            |                            |
| 16 | （アン・タイラー 『偶然の旅行者』）                          | Accidental Florist (The Accidental Tourist)               | 2007年 |            |            |                            |

舞台を日本に翻案したテレビシリーズ『ご近所探偵・五月野さつき』が作成されている。

### グレイス&フェイヴァー・シリーズ (Grace and Favor Mysteries)
日本語訳は、創元推理文庫から。戸田早紀翻訳。
1930年代の世界大恐慌で全財産を失ったリリーとロバートのブルースター兄妹は、会ったことも無いホレイショー大伯父の莫大な遺産を相続するため、遺言に従ってヴォールブルグの町で暮らすことになる。その屋敷の名前が「グレイス&フェイヴァー・コテージ」。屋敷はとりあえず相続したものの、遺産がもらえるのは10年後。当面の生活費すら無いため、貧乏兄妹は生活費を稼ぐべく奔走する。……が、なぜか殺人事件に巻き込まれてしまう。
こちらのシリーズはスタンダードナンバーをそのままタイトルに用いている。
1. 『風の向くまま』 ISBN 978-4-488-27509-9、2002 (Anything Goes, 1999)
2. 『夜の静寂に』 ISBN 978-4-488-27510-5、2004 (In the Still of the Night, 2000)
3. 『闇を見つめて』 ISBN 978-4-488-27511-2、2006 (Someone to Watch over Me, 2001)
4. 『愛は売るもの』 ISBN 978-4-488-27513-6、2007 (Love for Sale, 2003)
5. 『君を想いて』 ISBN 978-4-488-27515-0、2010 (It Had to Be You, 2004)
6. 『今をたよりに』 ISBN 978-4-488-27517-4、2011 (Who's Sorry Now?, 2005)
7. （Smoke Gets in Your Eyes, 2013）

### ジャニス・ヤング・ブルックス名義の著書
- Seventrees (1981年)
- Still the Mighty Waters (1983年)
- Glory (1985年)
- The Circling Years (1986年)
- Crown Sable (1987年)
- Cinnamon Wharf (1988年)
- The Herron Heritage (1992年)
- Guests of the Emperor (1990年)